# Chaeropus ecaudatus
El bandicut de pies de cerdo (Chaeropus ecaudatus) es una especie de marsupial peramelemorfo, extinta desde mediados del siglo XX. Era la única especie de su género y no se reconocen subespecies. Era herbívoro, y vivía en las zonas áridas y semiáridas del interior de Australia. 
Tenía un tamaño similar al de un gato, y morfológicamente se asemejaba mucho a las especies del género Macrotis, con extremidades largas y delgadas. Era característico su gran reducción en el número de dedos, presentando en el pie anterior únicamente el segundo y tercer dedos con un pequeño rudimento del cuarto, formando con sus largas uñas y grandes almohadillas apicales, un pie que se parecía superficialmente al de un artiodáctilo. En cambio, en el pie posterior, el cuarto dedo formaba el pie funcional por sí solo, con una sola uña y una almohadilla apical que recordaba al pie de un perisodáctilo.
Su distribución era muy amplia, encontrándosele en una gran variedad de hábitats, desde bosques dispersos con hierba alta hasta llanuras y pastizales.
El primer ejemplar documentado se capturó por Thomas Mitchell en 1836, en el norte de Victoria, cerca de la confluencia de los ríos Murray y Murrumbidgee. Pocos científicos tuvieron la oportunidad de ver directamente ese animal.
En la segunda mitad del siglo XIX, fueron capturados más especímenes, la mayoría en Victoria, Australia Meridional, Territorio del Norte y Australia Occidental. Los últimos ejemplares capturados datan de 1901, aunque posiblemente subsistieran hasta alrededor de 1950.